# 2 de julho
2 de julho é o 183.º dia do ano no calendário gregoriano (184.º em anos bissextos). Faltam 182 dias para acabar o ano.
Por haver 182 dias antes e 182 depois, este é o dia do meio do ano (182+1+182=365). Nos anos bissextos, a metade exata é na meia-noite deste mesmo dia. Numérica e astrologicamente, é uma oposição da passagem do sol entre os dias 31 da noite de ano novo e o 1.º dia de ano novo.

## Eventos históricos

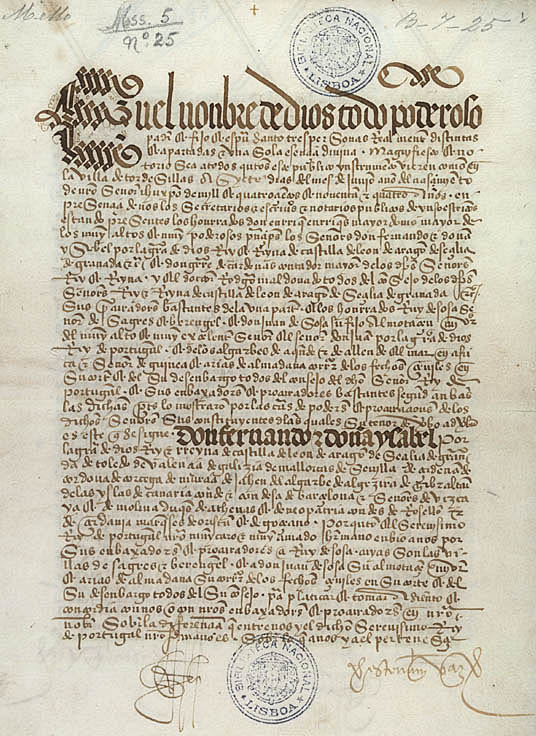
1494: Folha de rosto do Tratado de Tordesilhas

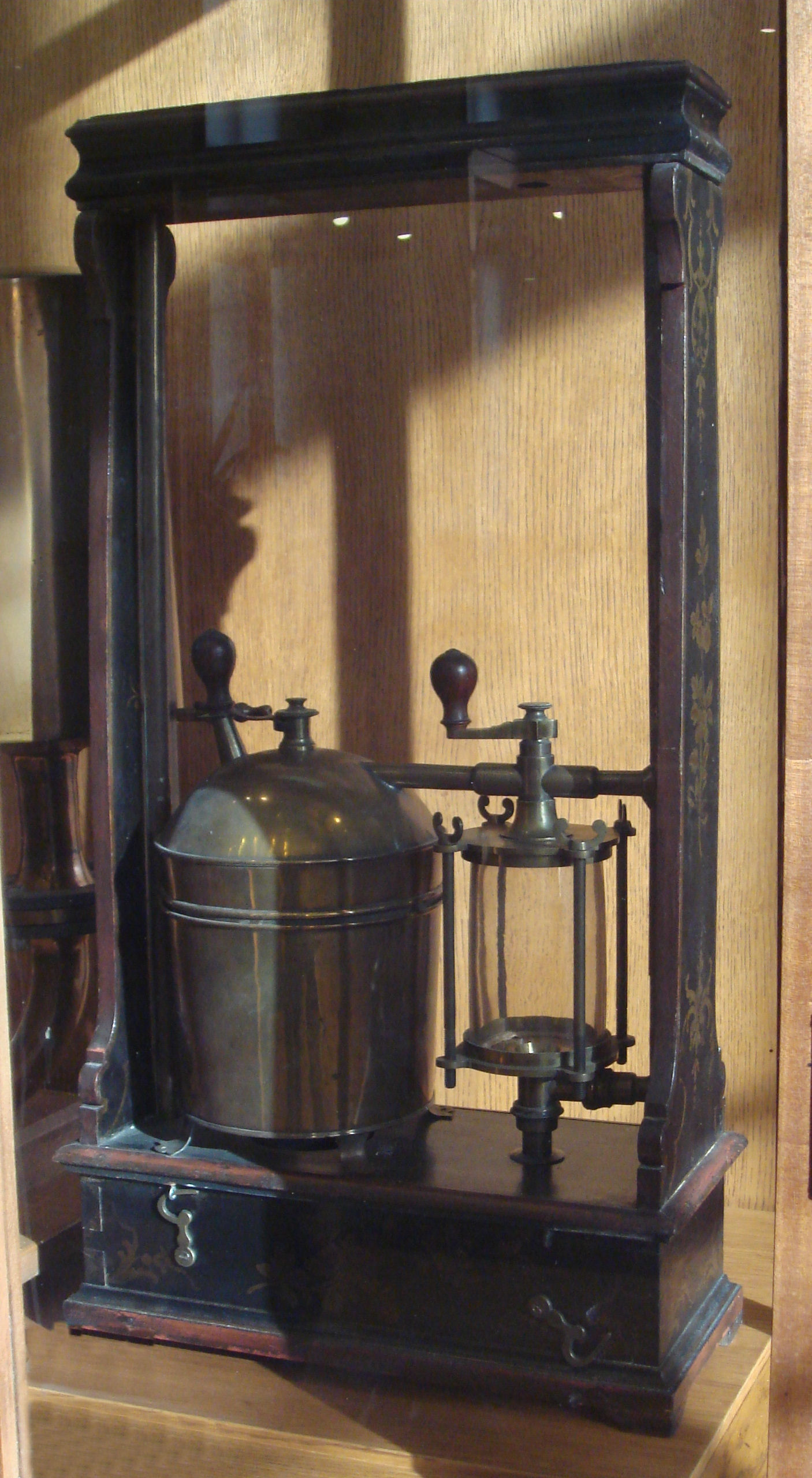
1698: Primeiro motor a vapor

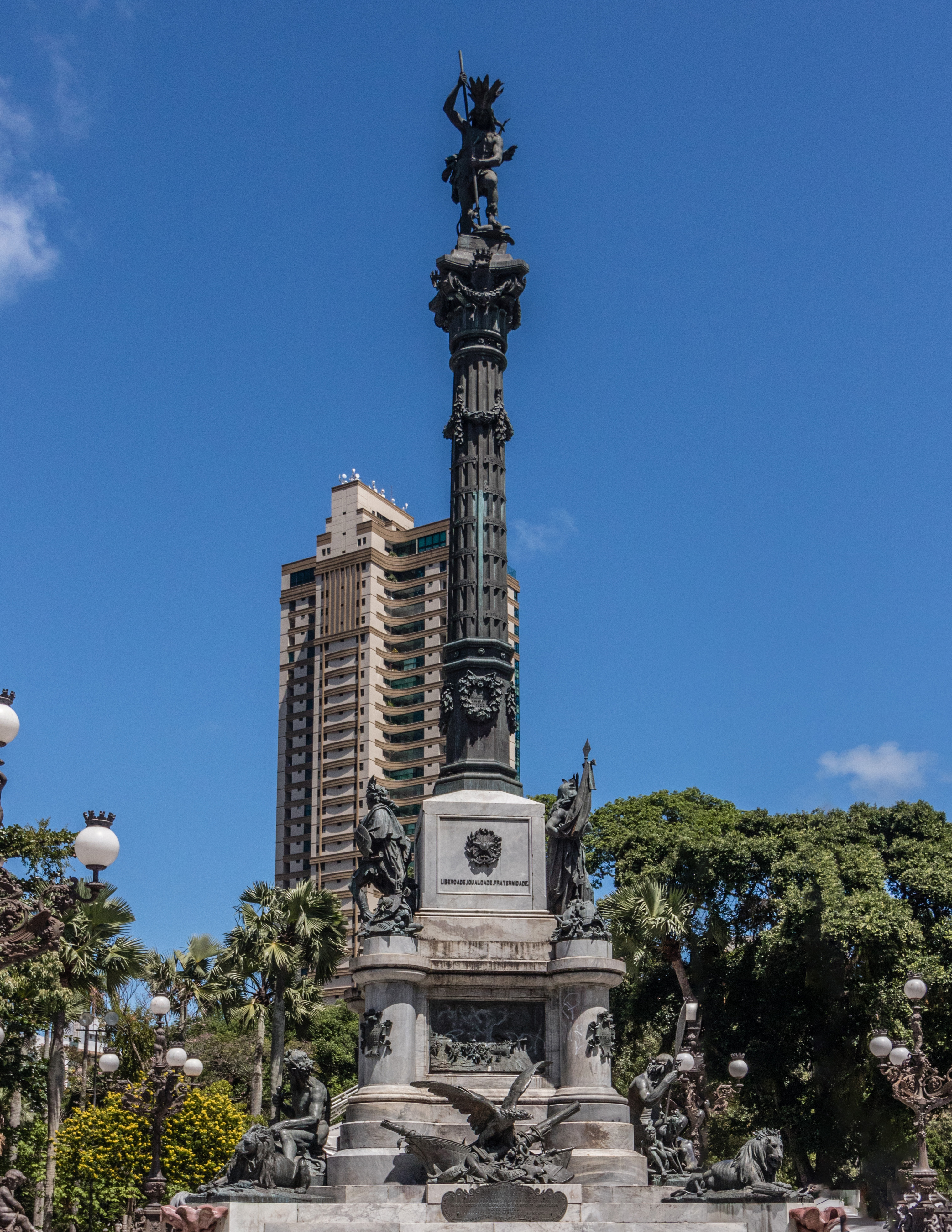
1823: Independência da Bahia

- 0437 — O imperador Valentiniano III inicia seu reinado sobre o Império Romano do Ocidente. Sua mãe Gala Placídia encerra sua regência, mas continua exercendo influência política na corte de Roma.
- 0936 — O rei Henrique I da Germânia morre em seu palácio real em Memleben. É sucedido por seu filho Otão I, que se torna o governante da Frância Oriental.
- 0963 — O exército romano-oriental (bizantino) proclama Nicéforo II Focas Imperador dos Romanos nas planícies de Caiseri.
- 1298 — A Batalha de Göllheim é travada entre Alberto I da Germânia e Adolfo I de Nassau.
- 1494 — O Tratado de Tordesilhas é ratificado pela Espanha.
- 1505 — Aparição da Virgem Maria a um pastor espanhol, evento que deu origem à veneração mariana da Virgem do Caminho.
- 1555 — O almirante otomano Dragute Arrais saqueia a cidade italiana de Paola.
- 1582 — Batalha de Yamazaki: Toyotomi Hideyoshi derrota Akechi Mitsuhide.
- 1644 — Guerra Civil Inglesa: Batalha de Marston Moor.
- 1698 — Thomas Savery patenteia o primeiro motor a vapor.
- 1776 — Revolução Americana: o Congresso Continental adota uma resolução cortando os laços com o Reino da Grã-Bretanha, embora a redação da Declaração de Independência formal só seja publicada em 4 de julho.
- 1823 — Guerra da Independência do Brasil: Dia da Independência da Bahia - derrota dos partidários da coroa portuguesa na província da Bahia.
- 1824 — É fundada a Confederação do Equador, um movimento revolucionário de caráter republicano e separatista que eclodiu em Pernambuco, se alastrando para outras províncias do Nordeste do Brasil.
- 1839 — Vinte quilômetros da costa de Cuba, 53 rebeldes escravos africanos liderados por Sengbe Pieh assumem o navio de escravos La Amistad.
- 1856 — Criação no Brasil do primeiro Corpo Provisório de Bombeiros da Corte, vindo a se transformar futuramente no Corpo de Bombeiros Militar do Estado do Rio de Janeiro.
- 1871 — Vítor Emanuel II da Itália entra em Roma após tê-la conquistado dos Estados Pontifícios.
- 1881 — Charles J. Guiteau atira e fere mortalmente o presidente dos Estados Unidos, James A. Garfield (que morrerá devido a complicações de seus ferimentos em 19 de setembro).
- 1890 — O Congresso dos Estados Unidos aprova a Sherman Antitrust Act.
- 1897 — Guglielmo Marconi patenteia o rádio.
- 1900 — O conde Ferdinand von Zeppelin fez a primeira demonstração de um dirigível no Lago Constança, na Alemanha.
- 1921 — Primeira Guerra Mundial: o presidente dos Estados Unidos Warren G. Harding assina a Resolução Knox-Porter encerrando formalmente a guerra entre os Estados Unidos e a Alemanha.[1]
- 1925 — Toma posse em Portugal o 43.º governo republicano, chefiado pelo presidente do Ministério António Maria da Silva.
- 1934 — A Noite das Facas Longas termina com a morte de Ernst Röhm.
- 1937 — Desaparecem no Oceano Pacífico, a americana pioneira da aviação Amelia Earhart e o navegador Fred Noonan, durante tentativa do primeiro voo equatorial ao redor do mundo.
- 1940
  - O líder da independência indiana, Subhas Chandra Bose, é preso e detido em Calcutá.
  - Instituída no Brasil a lei que regulamenta o salário-mínimo.
- 1946 — Edgard Santos funda a Universidade da Bahia (hoje, Universidade Federal da Bahia), com a recepção de nomes da vanguarda europeia, vindos em razão do fim da Segunda Guerra Mundial, unindo cinco Instituições de Ensino Superior baianas, sendo a mais antiga, a Faculdade de Medicina da Bahia, fundada em 1808, a primeira instituição de ensino superior do Brasil e, à época, a mais nova, a Faculdade de Filosofia da Bahia, fundada em 1941.1946: Universidade Federal da Bahia

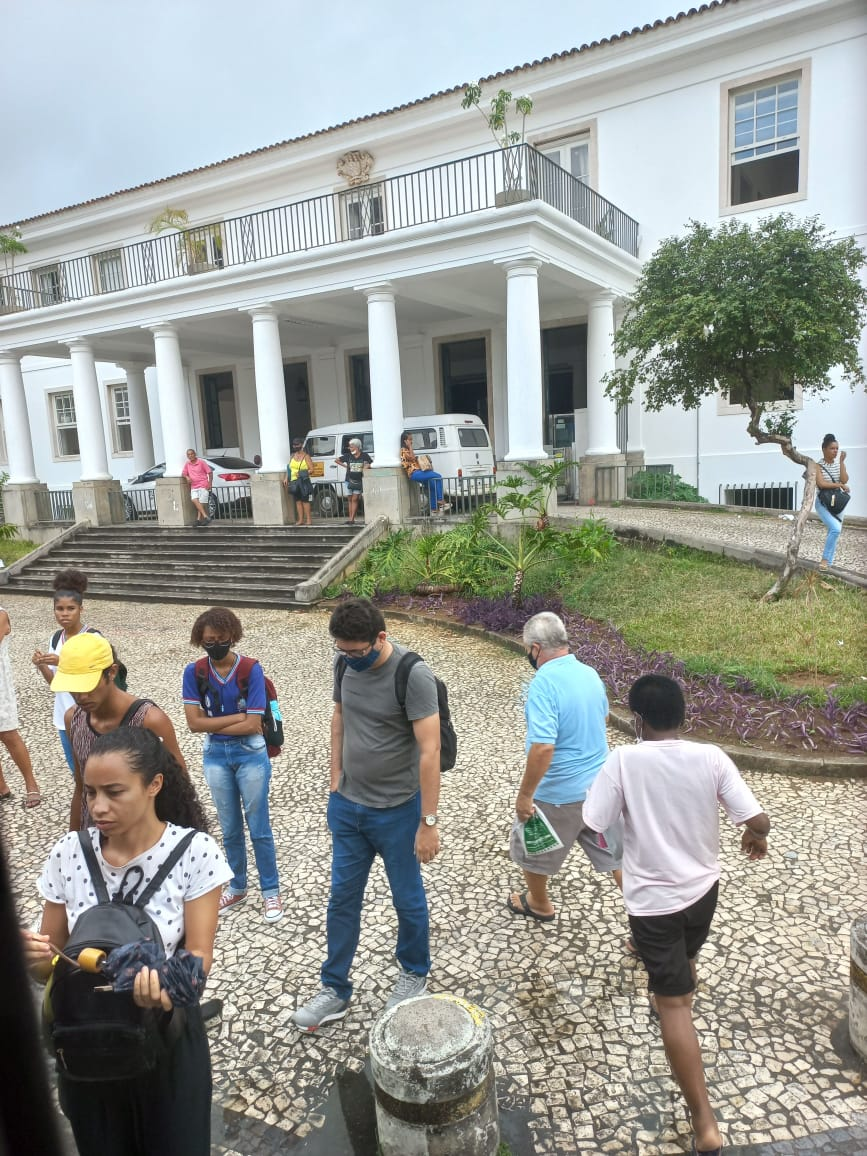
1946: Universidade Federal da Bahia

- 1964 — Movimento dos direitos civis: o presidente dos Estados Unidos Lyndon B. Johnson assina a Lei dos Direitos Civis de 1964 destinada a proibir a segregação em locais públicos.
- 1966 — A França realiza seu primeiro experimento atômico no atol de Mururoa.
- 1976 — Queda da República do Vietnã; o Vietnã do Norte comunista declara sua união para formar a República Socialista do Vietnã.
- 1997 — O Banco da Tailândia flutua o bate, provocando a crise financeira asiática.
- 2000 — Vicente Fox Quesada é eleito o primeiro presidente do México por um partido de oposição, o Partido Acción Nacional, após mais de 70 anos de governo contínuo do Partido Revolucionario Institucional.
- 2002 — Steve Fossett se torna a primeira pessoa a voar sozinho ao redor do mundo sem parada em um balão.
- 2008 — Conflito armado na Colômbia: Íngrid Betancourt, membra da Câmara de Representantes da Colômbia, é libertada do cativeiro depois de seis anos e meio de prisão pelas Forças Armadas Revolucionárias da Colômbia (FARC).
- 2013
  - A União Astronômica Internacional nomeia os quarto e quinto satélites de Plutão, Cérbero e Estige.
  - Um sismo de magnitude 6,1 atinge Achém, na Indonésia, matando pelo menos 42 pessoas e ferindo outras 420.
- 2016 — O atentado suicida de Karrada, em Bagdá, mata pelo menos 341 pessoas.
- 2019 — Um eclipse solar total ocorre em partes do Pacífico Sul e da América do Sul.
- 2020
  - Eleitores russos votam a favor das mudanças na constituição do país, uma das quais permite que o presidente Vladimir Putin permaneça no cargo até 2036.
  - Deslizamento de terra em uma mina de jade em Hpakant, Myanmar, mata mais de 170 pessoas e deixa pelo menos outras cem desaparecidas.[2]
  - Agências policiais europeias infiltram-se no EncroChat, suposto sistema de comunicação criminal, levando à prisão de mais de 700 pessoas.[3]

## Nascimentos

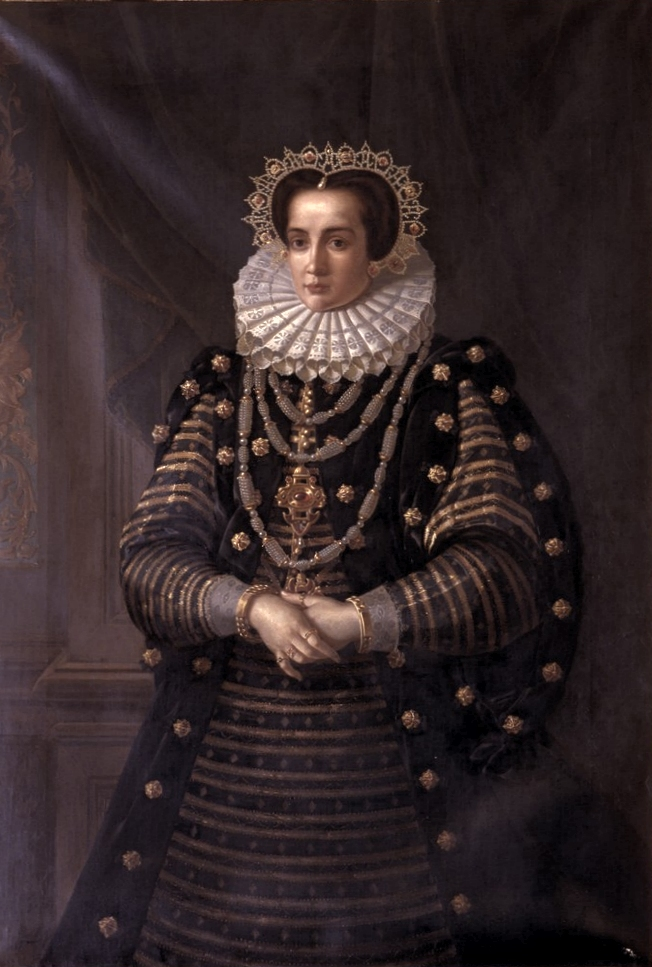
Doroteia Maria de Anhalt

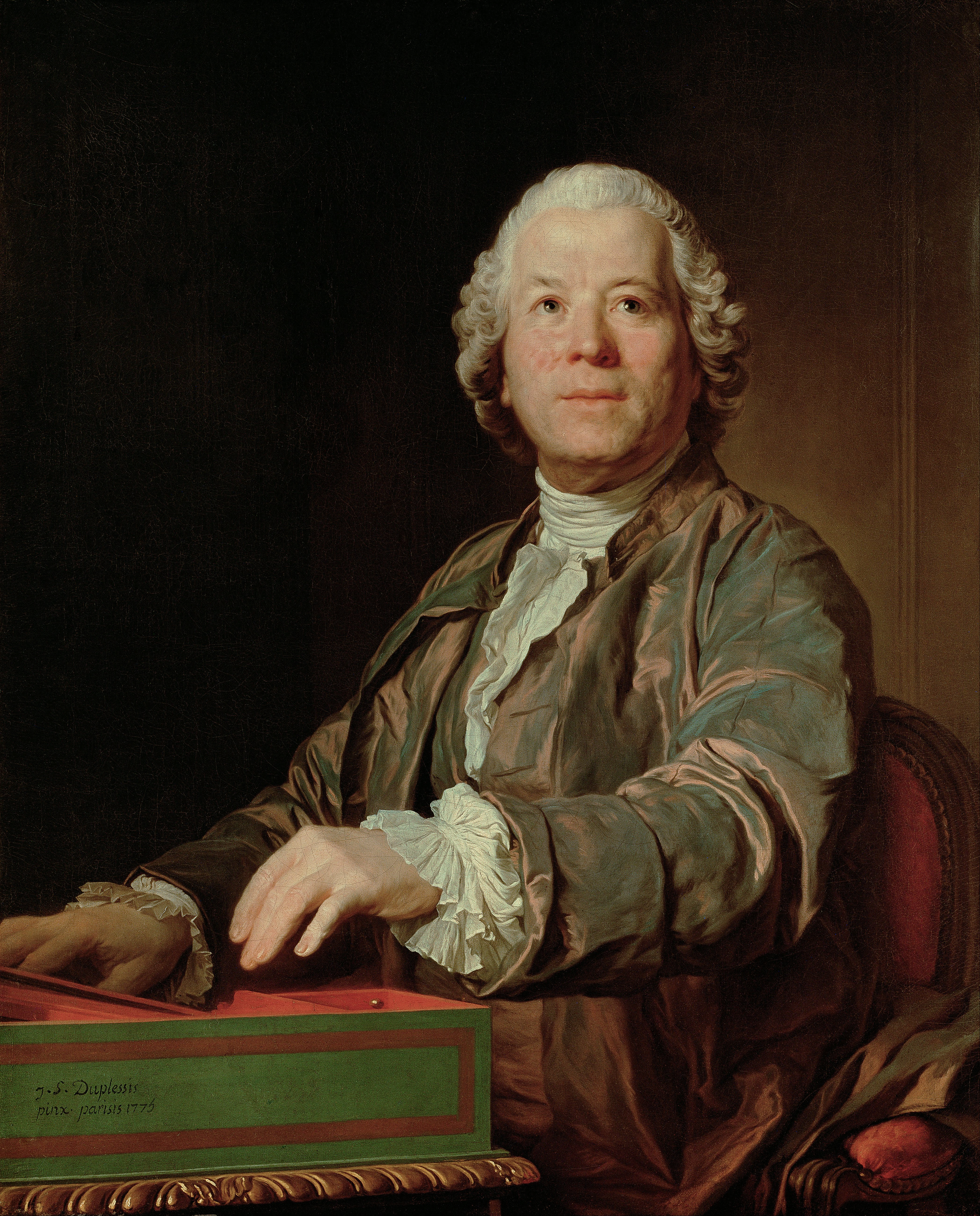
Christoph Willibald Gluck

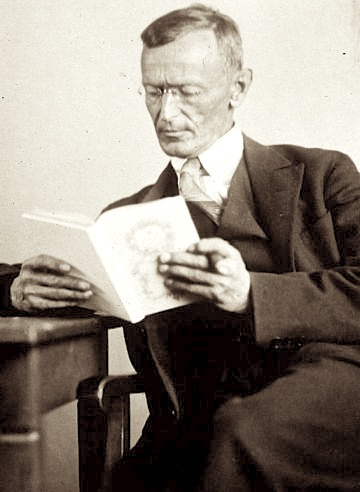
Hermann Hesse

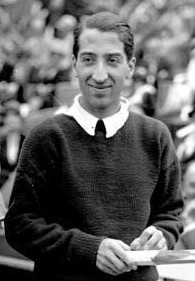
René Lacoste

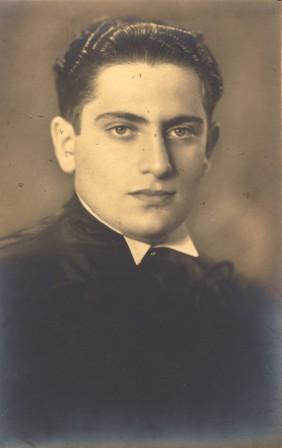
Mário Schenberg

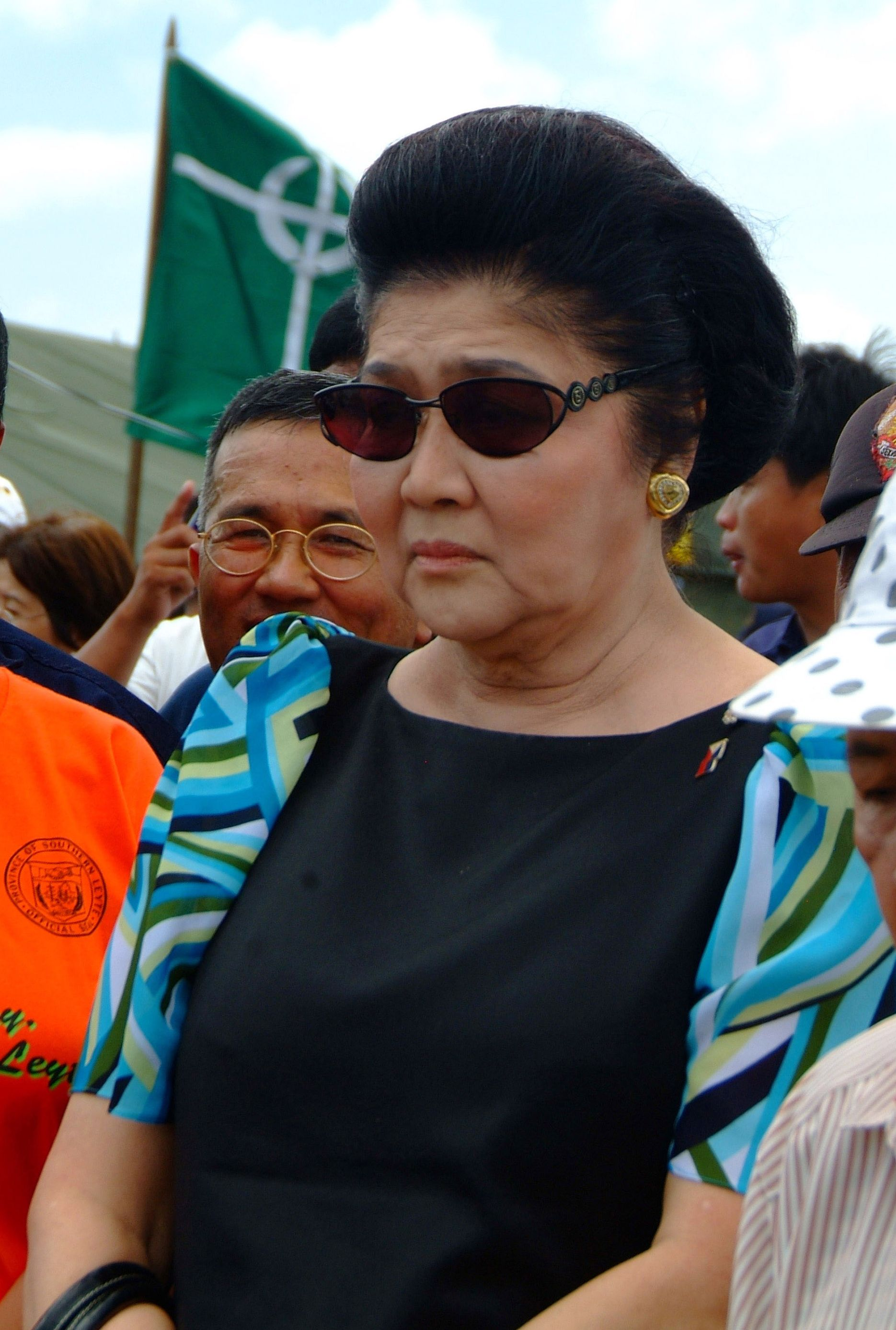
Imelda Marcos

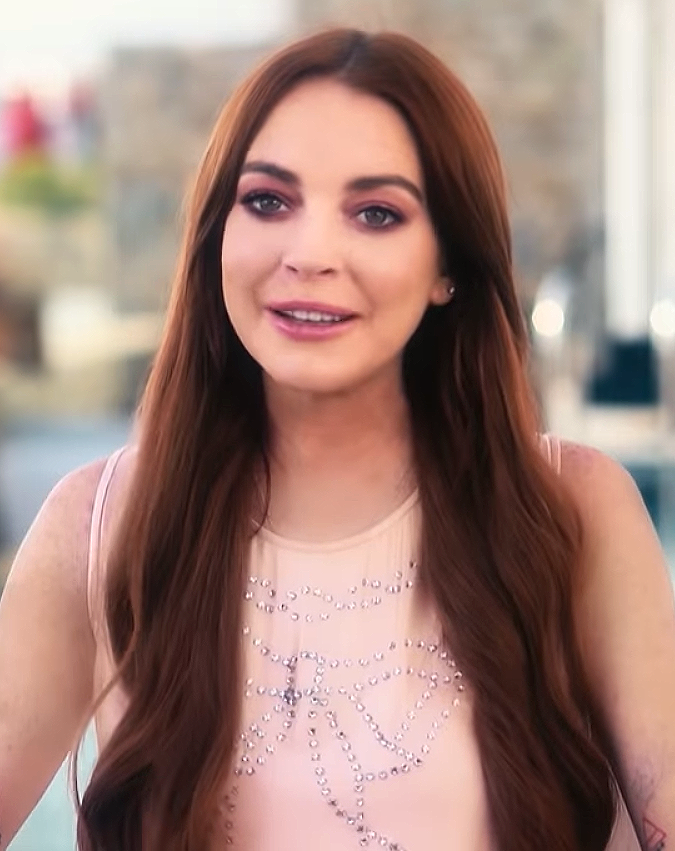
Lindsay Lohan

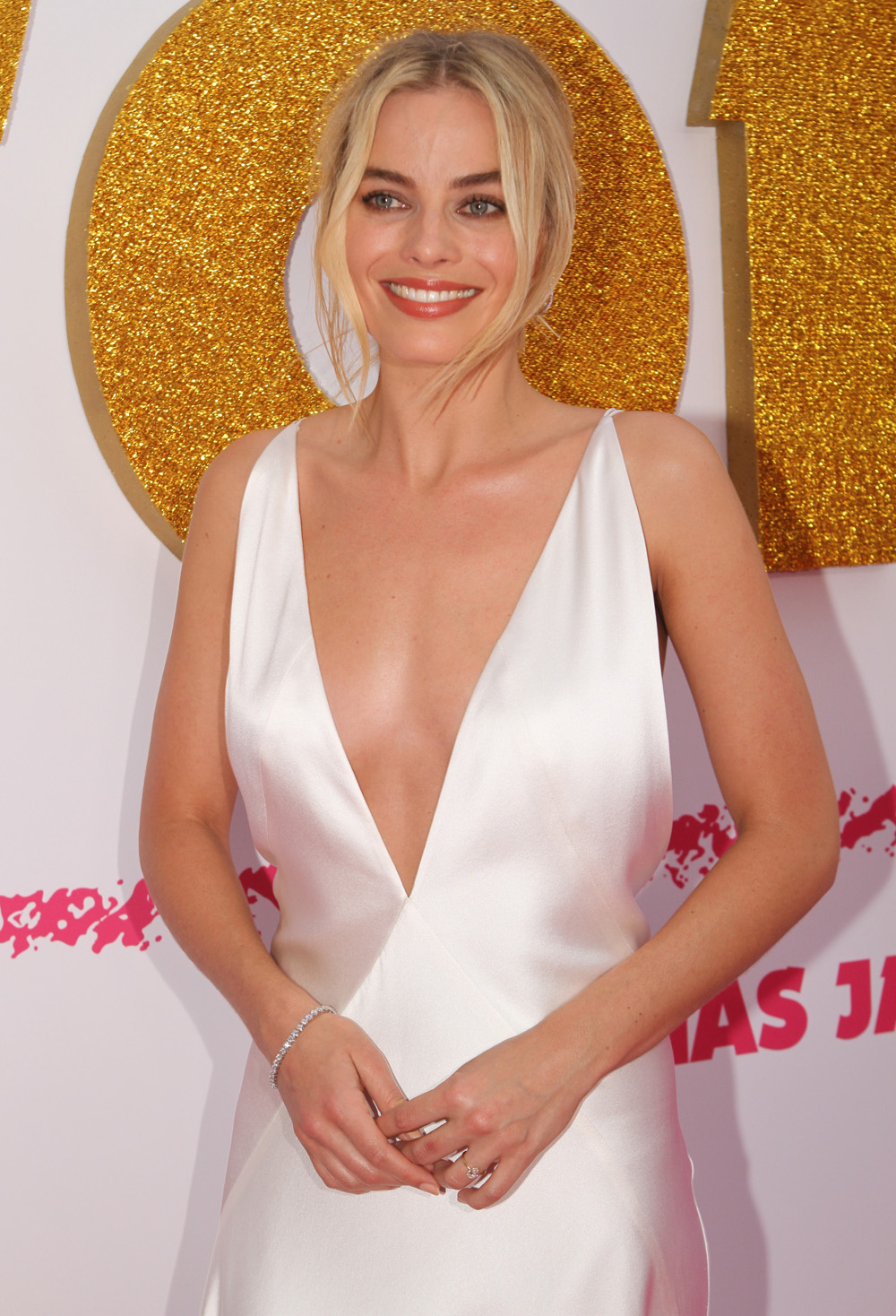
Margot Robbie

### Anteriores ao século XIX
- 0419 — Valentiniano III, Imperador Romano (m. 455).
- 1363 — Maria da Sicília, Duquesa de Atenas (m. 1401).
- 1489 — Tomás Cranmer, Arcebispo da Cantuária (m. 1556).
- 1492 — Isabel Tudor, princesa da Inglaterra (m. 1495).
- 1574 — Doroteia Maria de Anhalt, Duquesa de Saxe-Weimar (m. 1617).
- 1667 — Pietro Ottoboni, cardeal italiano (m. 1740).
- 1698 — Francisco III de Módena, duque de Módena e Régio (m. 1780).
- 1714 — Christoph Willibald Gluck, compositor alemão (m. 1787).
- 1724 — Friedrich Gottlieb Klopstock, poeta alemão (m. 1803).
- 1745 — Louisa Tollemache, 7.ª Condessa de Dysart (m. 1840).

### Século XIX
- 1821 — Charles Tupper, político canadense (m. 1912).
- 1849 — Maria Teresa Henriqueta de Áustria-Este, rainha da Baviera (m. 1919).
- 1862 — William Henry Bragg, químico e físico britânico (m. 1942).
- 1869 — Hjalmar Söderberg, escritor sueco (m. 1941).
- 1876 — Wilhelm Cuno, político alemão (m. 1933).
- 1877 — Hermann Hesse, escritor e poeta alemão (m. 1962).
- 1884 — Alfons Maria Jakob, neurologista alemão (m. 1931).
- 1887 — Antônio Carneiro Leão, educador e escritor brasileiro (m. 1966).

### Século XX

#### 1901–1950
- 1903
  - Alec Douglas-Home, político britânico (m. 1995).
  - Olavo V da Noruega (m. 1991).
- 1904 — René Lacoste, tenista e empresário francês (m. 1996).
- 1906 — Hans Bethe, físico teuto-estadunidense (m. 2005).
- 1908 — Phil Karlson, cineasta estadunidense (m. 1985).
- 1911 — Reg Parnell, automobilista estadunidense (m. 1964).
- 1914 — Mário Schenberg, físico e crítico de arte brasileiro (m. 1990).
- 1915
  - Arthur Wellesley, 8.º Duque de Wellington (m. 2014).
  - Junior Durkin, ator estadunidense (m. 1935).
- 1916
  - Zélia Gattai, escritora brasileira (m. 2008).
  - Hans-Ulrich Rudel, militar alemão (m. 1982).
- 1922 — Pierre Cardin, estilista francês (m. 2020).
- 1923 — Wisława Szymborska, escritora polonesa (m. 2012).
- 1925
  - Patrice Lumumba, político congolês (m. 1961).
  - Medgar Evers, ativista estadunidense (m. 1963).
- 1926 — Antônio Carlos de Almeida Braga, empresário brasileiro (m. 2021).
- 1929 — Imelda Marcos, política filipina.
- 1930 — Carlos Menem, político argentino (m. 2021).
- 1937 — Richard Petty, automobilista estadunidense.
- 1940 — Roberto Corrêa, cantor e compositor brasileiro (m. 2016).
- 1942 — Vicente Fox, político mexicano.
- 1946
  - Ron Silver, ator norte-americano (m. 2009).
  - Richard Axel, médico estadunidense.
- 1947 — Stephen Stucker, ator norte-americano (m. 1986).

#### 1951–2000
- 1952 — Ahmed Ouyahia, político argelino.
- 1955 — Cláudio Adão, ex-futebolista brasileiro.
- 1959 — Mirandinha, ex-futebolista brasileiro.
- 1966 — Joel Despaigne, ex-jogador de vôlei cubano.
- 1970 — Derrick Adkins, atleta estadunidense.
- 1971 — Evelyn Lau, escritora canadense.
- 1975 — Danni Carlos, cantora brasileira.
- 1977 — Eduardo, futebolista brasileiro.
- 1978 — Matteo Bobbi, automobilista italiano.
- 1979 — Sam Hornish Jr., automobilista norte-americano.
- 1981 — Marc-Antoine Fortuné, futebolista francês.
- 1982 — Élder Granja, futebolista brasileiro.
- 1983 — Michelle Branch, cantora e compositora norte-americana.
- 1984 — Johnny Weir, ex-patinador artístico americano.
- 1985 — Ashley Tisdale, atriz e cantora estadunidense.
- 1986
  - Lindsay Lohan, atriz e cantora estadunidense.
  - Bruno Rezende, jogador de voleibol brasileiro.
  - Denis Epstein, futebolista alemão.
- 1987 — Esteban Granero, futebolista espanhol.
- 1988 — Rui Pedro, futebolista português.
- 1990 — Margot Robbie, atriz e modelo australiana.
- 1991 — Kayo Amado, político brasileiro.
- 1992 — Madison Chock, patinadora artística americana.
- 1995 — Felipe Araújo, cantor brasileiro.
- 1999
  - Nicolò Zaniolo, futebolista italiano.
  - Jesús Areso, futebolista espanhol.

### Século XXI
- 2001 — Abraham Attah, ator ganês.

## Mortes

### Anteriores ao século XIX
- 0866 — Roberto, o Forte, conde de Anjou (n. 815).
- 0936 — Henrique I da Germânia (n. 876).
- 1298 — Adolfo I de Nassau (n. 1220).
- 1504 — Estêvão III da Moldávia (n. 1434).
- 1566 — Nostradamus, astrólogo e matemático francês (n. 1503).
- 1591 — Vincenzo Galilei, compositor italiano (n. 1520).
- 1674 — Everardo III de Württemberg (n. 1614).
- 1621 — Thomas Harriot, astrônomo inglês (n. 1560).
- 1740 — Thomas Baker, antiquário e escritor britânico (n. 1656).
- 1743 — Spencer Compton, 1.º Conde de Wilmington (n. 1673).
- 1778 — Jean-Jacques Rousseau, filósofo franco-suíço (n. 1712).

### Século XIX
- 1833 — Gervasio Antonio de Posadas, político argentino (n. 1757).
- 1843 — Samuel Hahnemann, físico alemão (n. 1755).
- 1850 — Robert Peel, político britânico (n. 1788).
- 1866 — Antônio de Sousa Netto, político e militar brasileiro (n. 1801).

### Século XX
- 1915 — Porfirio Díaz, político mexicano (n. 1830).
- 1926 — Émile Coué, psicólogo francês (n. 1857).
- 1932 — Manuel II de Portugal (n. 1889).
- 1934 — Ernst Röhm, oficial alemão (n. 1887).
- 1961 — Ernest Hemingway, escritor norte-americano (n. 1899).
- 1963 — Bruno de Menezes, escritor brasileiro (n. 1893).
- 1973 — Ferdinand Schörner, general alemão (n. 1892).
- 1977 — Vladimir Nabokov, escritor russo (n. 1899).
- 1989 — Andrei Gromiko, político soviético (n. 1909).
- 1993 — Fred Gwynne, ator norte-americano (n. 1926).
- 1994
  - Andrés Escobar, futebolista colombiano (n. 1967).
  - Miriam Batucada, cantora, compositora e apresentadora de televisão brasileira (n. 1947).
- 1997
  - James Stewart, ator estadunidense (n. 1908).
  - Constantino Lüers, bispo brasileiro (n. 1916).
- 2000 — James Grogan, patinador artístico estadunidense (n. 1931).

### Século XXI
- 2003 — Amadeu Meireles, radialista português (n. 1928).
- 2004 — Sophia de Mello Breyner, poetisa e escritora portuguesa (n. 1919).
- 2007 — Beverly Sills, soprano norte-americana (n. 1929).
- 2008 — Aroldo Melodia, compositor e cantor brasileiro (n. 1930).
- 2009 — Martin Hengel, teólogo alemão (n. 1926).
- 2011 — Itamar Franco, engenheiro, militar e político brasileiro, 33.° presidente do Brasil (n. 1929).
- 2014 — Louis Zamperini, atleta e militar estadunidense (n. 1917).
- 2015 — Waldo Vieira, médico e pesquisador parapsíquico brasileiro (n. 1932).
- 2016 — Camilo de Oliveira, ator português (n. 1924).
- 2023 — Sepúlveda Pertence, jurista, advogado e magistrado brasileiro (n. 1937).
- 2025 — Julian McMahon, ator e modelo australiano (n. 1968).

## Feriados e eventos cíclicos

### Portugal
- Feriado Municipal de Almeida
- Feriado Municipal do Funchal

### Brasil
- Dia do Bombeiro Brasileiro
- Dia do Hospital
- Data da Consolidação da Independência do Brasil na Bahia (feriado estadual baiano e data histórica brasileira).

### Itália
- Dia do Pálio de Siena.

### Cristianismo
- Bernardino Realino
- Estêvão, o Grande
- Nossa Senhora de Garabandal
- Pedro de Luxemburgo

## Outros calendários
- No calendário romano era o 6.º dia (VI) antes das nonas de julho.
- No calendário litúrgico tem a letra dominical A para o dia da semana.
- No calendário gregoriano a epacta do dia é xxv ou 25.